# Streatley (Berkshire)
Pour les articles homonymes, voir Streatley.
Streatley est un village et une paroisse civile du Berkshire, en Angleterre. Il est situé dans le nord du comté, près de la frontière de l'Oxfordshire, à une quinzaine de kilomètres au nord-ouest de la ville de Reading. La Tamise coule à l'est du village et le sépare de la ville de Goring-on-Thames. Administrativement, il relève de l'autorité unitaire du West Berkshire.
Au recensement de 2011, la paroisse civile de Streatley comptait 1 060 habitants.

## Toponymie
Le nom Streatley provient du vieil anglais et désigne une clairière (lēah) traversée par une voie romaine (strǣt). Il est attesté sous la forme Stretlea dans une charte du roi Ine produite vers 690. Dans le Domesday Book, compilé en 1086, le village figure en tant que Estralei.

## Culture et patrimoine
L'église paroissiale de Streatley, dédiée à Marie, possède une tour qui remonte au XVe siècle, mais le reste du bâtiment a été reconstruit en 1865 par l'architecte Charles Buckeridge (en) dans le style néogothique. Elle est monument classé de Grade II depuis 1967.
Le producteur Martin Rushent fonde en 1980 les studios Genetic (en) dans une grange de sa maison de Streatley. Plusieurs artistes y enregistrent des albums à succès dans les années 1980, parmi lesquels The Human League (Dare, 1981), Dexys Midnight Runners (Too-Rye-Ay, 1982) ou Depeche Mode (Black Celebration, 1986).